# Tipasa aurimoneta
Tipasa aurimoneta là một loài bướm đêm trong họ Noctuidae.